# Butterfly Fly Away
«Butterfly Fly Away» es un dúo country interpretado por los artistas estadounidenses Miley y Billy Ray Cyrus. Se escuchó por primera vez en la película Hannah Montana: The Movie (2009), el cual participan las estrellas Cyrus, y posteriormente publicado en la banda sonora de la película. Una versión extendida aparece en el undécimo álbum de estudio de Billy Ray, Back to Tennessee (2009). Es una balada country suave con letras que describen la transición de la niñez a la adultez.
Recibió críticas generalmente positivas y, aunque no fue lanzado como sencillo, logró notables resultados comerciales en Australia, Canadá, Irlanda, Reino Unido y los Estados Unidos. Alcanzó la máxima posición en la lista internacional Irish Singles Chart, en el número cuarenta y seis. Los cantantes interpretaron la canción en directo en varios lugares; una actuación en el Apple Store de Reino Unido fue grabada y lanzada finalmente en un EP.

## Antecedentes y composición
Al igual que el último dúo de Miley y Billy Ray, «Ready, Set, Don't Go» (2007), «Butterfly Fly Away» describe la transición de la niñez a la adultez. Glen Ballard y Alan Silvestri compusieron y produjeron el tema para la película Hannah Montana: The Movie (2009). Según la película, cuando la protagonista Miley Stewart (interpretado por Miley Cyrus) era joven, su padre, Robby Ray Stewart (interpretado por Billy Ray Cyrus), le decía a menudo que, aunque una oruga no pueda moverse mucho, aun puede soñar con la mariposa que algún día será. Este comentario se convirtió en un tema recurrente en la película y proporcionó la base para las letras a «Butterfly Fly Away», que utilizan la metamorfosis de una oruga como una metáfora para la mayoría de edad de un niño. En Hannah Montana: The Movie, ambos realizan la canción como sus personajes en «una escena tierna bajo un cenador en la lluvia». Billy Ray dice que filmar la escena fue «un momento muy especial. La canción fue escrita por Glen Ballard, un magistral compositor que escribió "Man in the Mirror" de Michael Jackson. Sabía que era una canción bastante especial [...] y sin duda llega en un lugar bonito en la película».
El dúo de country contemporáneo se encuentra en compás de 4/4 con un ritmo suave de 69 pulsaciones por minuto. Los registros vocales abarcan una octava, desde do♯3 a si4. Está escrita en la tonalidad de si y cuenta con la progresión armónica mi2-mi-do♯7.

## Recepción crítica
Los encuestados fueron generalmente taciturnos pero positivos mientras discutían la canción. Warren Truit de About.com lo encontró «sentimental» mientras que Scott Mervis del Pittsburgh Post-Gazette lo llamó un «dúo dulce». La revisora Heather Phares de Allmusic dijo que era un «dúo meloso». Stephen Thomas Erlewine, también de Allmusic, fue más negativo, y lo llamó una canción «espesa, asquerosa» en la que Billy Ray nunca suena bien. Leah Greenblatt de Entertainment Weekly escribió: «El dúo delicado de Miley con papá Billy Ray, "Butterfly Fly Away", es silenciosamente encantadora». El crítico Ken Tucker de Billboard declaró que «es una canción aireada y fluida sobre la familia en el cual el padre y las voces de la hija se mezclan muy bien». La canción fue incluido en la lista corta para la mejor canción original en los Premios Óscar de 2009, pero no logró una nominación.

## Recepción comercial
«Butterfly Fly Away» debutó en el puesto número setenta y dos en el conteo Billboard Hot 100 la semana del 25 de abril de 2009. A la semana siguiente, 2 de mayo de 2009, alcanzó la máxima posición en el número cincuenta y seis. En la edición del 25 de abril de 2009, debutó en el número setenta y seis del Canadian Hot 100. La semana siguiente, alcanzó la posición más alta en el número cincuenta. Ocupó una mayor cantidad de tiempo en Canadá que su país de origen, con cuatro semanas en la lista.
El tema encontró resultados comerciales similares en varias naciones. En el Reino Unido, debutó y alcanzó el puesto número setenta y ocho para la semana del 16 de mayo de 2009. Llegó a la máxima posición en la lista internacional Irish Singles Chart. En primer lugar, debutó en el número cuarenta y siete en la semana del 7 de mayo de 2009. Finalmente alcanzó el cuarenta y seis. Finalmente, alcanzó el puesto cincuenta y seis en el Australian Singles Chart.

## Interpretaciones en directo
Los cantantes interpretaron la canción en Good Morning America el 8 de abril de 2009, junto con las actuaciones de «Full Circle», «Hoedown Throwdown» y «The Climb». El 13 de abril de 2009, la incluyeron en su selección para Sesiones @ AOL. También la interpretaron en Londres en una tienda de Apple Store, junto con una versión dúo de «Thrillbilly» de Billy Ray y varios de sus sencillos. La tienda de Reino Unido iTunes vendió exclusivamente la colección, junto con algunas canciones de Billy Ray, como un EP titulado iTunes Live from London.

## Posicionamiento en listas
| País (Lista 2009)                  | Mejor posición | Ref   |
| ---------------------------------- | -------------- | ----- |
| Australia (ARIA)                   | 56             | [ 4 ] |
| Canadá (Canadian Hot 100)          | 50             | [ 5 ] |
| Estados Unidos (Billboard Hot 100) | 56             | [ 5 ] |
| Irlanda (Irish Singles Chart)      | 46             | [ 6 ] |
| Reino Unido (UK Singles Chart)     | 78             | [ 7 ] |

## Certificaciones
| País (Organismo certificador) | Certificación | Ventas certificadas | Ref.   |
| ----------------------------- | ------------- | ------------------- | ------ |
| Australia (ARIA)              | Platino       | 70 000              | [ 21 ] |
| Estados Unidos (RIAA)         | Platino       | 1 000               | [ 22 ] |
| Nueva Zelanda (RMNZ)          | Oro           | 15 000              | [ 23 ] |
| Reino Unido (BPI)             | Plata         | 200 000             | [ 24 ] |